# كهف كركا
كهف كركا (بالسلوفينية: Krška jama) هو كهف منفرد أفقي ومصدر غير دائم لنهر كركا في جاف كارنيولا، وسط سلوفينيا.
يقع في وادٍ أعمى بين قريتي تريبنيا غوريكا شرقًا وغراديتشيك غربًا، شمال قرية كركا. تتدفق المياه إلى الكهف من حقل راتشن كارست جنوب مدينة غروسوبلي، وتنبع على بُعد أمتار قليلة أسفل مدخل الكهف الرئيسي من نبع كارست كركا. يتميز الكهف بأهميته الأثرية والتاريخية وتنوعه الحيواني الكبير، وهو مفتوح للزيارات السياحية المعلن عنها بحضور مرشدين سياحيين، ويُستخدم أيضًا كمكان لإقامة الفعاليات.

## وصلات خارجية
- الموقع الرسمي. جمعية كركا السياحية.